# Арндт, Карл (историк искусства)
Карл Арндт (нем. Karl Arndt; 22 августа 1929, Ганновер — 10 сентября 2018, Эмден) — немецкий историк искусства, профессор истории искусства в Геттингенском университете.

## Биография
Карл Арндт был старшим сыном юриста и председателя банка, вырос в Берлине. Вначале изучал сельское хозяйство и германистику, затем стал заниматься историей искусства и общей историей в Геттингене. В 1956 году Арндт получил докторскую степень в Геттингене за книгу «Апокалипсис Дюрера: попытки интерпретации» (Dürers Apokalypse: Versuche zur Interpretation).
В 1969 году он закончил аспирантуру, изучая пейзажные рисунки Питера Брейгеля Старшего и в 1970 году стал преемником Хайнца Рудольфа Розмана в должности профессора истории искусств Геттингенского университета. С 1978 года — действительный член Гёттингенской академии наук. Автор многих открытий, удачных атрибуций и публикаций об искусстве немецкого Средневековья и Северного Возрождения.

## Основные публикации
- Dürers Apokalypse. Versuche zur Interpretation. Dissertation, Göttingen 1956.
- Gerard Davids «Anbetung der Könige» nach Hugo van der Goes. Ein Beitrag zur Kopienkritik. In: Münchner Jahrbuch der bildenden Kunst, 3. Folge, 12, 1961, S. 153—175.
- Rogier van der Weyden. Der Columba-Altar. Stuttgart 1962.
- A Grünewald Controversy. In: The Burlington Magazine, 105, 1963, S. 344—351. (englisch)
- Zum Werke des Hugo van der Goes. In: Münchner Jahrbuch der bildenden Kunst, 3. Folge, 15, 1964, S. 63-98.
- Rogier van der Weyden. In: Erich Steingräber (Hrsg.): Meilensteine europäischer Kunst. München 1965, S. 207—254.
- Hugo van der Goes. Der Portinari-Altar. Stuttgart 1965.
- Unbekannte Zeichnungen von Pieter Bruegel d. Ä. In: Pantheon, 24, 1966, S. 207—216.
- Frühe Landschaftszeichnungen von Pieter Bruegel d. Ä. In: Pantheon, 25, 1967, S. 97-104.
- Studien zu Georg Petel. In: Jahrbuch der Berliner Museen, Neue Folge, 9, 1967, S. 165—231.
- Albrecht Dürer 1971. Zur Ausstellung des Germanischen Nationalmuseums in Nürnberg. In: Kunstchronik, 14, 1971, S. 281—292.
- Dürer als Erzähler. Beobachtungen an einem Blatt der Apokalypse. In: Anzeiger des Germanischen Nationalmuseums, 1971/1972, S. 48-60.
- Pieter Bruegel d. Ä. und die Geschichte der ‚Waldlandschaft‘. In: Jahrbuch der Berliner Museen, Neue Folge, 14, 1972, S. 69-121.